# لويز أنطونيو دي سوزا سواريز
لويز أنطونيو دي سوزا سواريز (بالبرتغالية: Luiz Antônio de Souza Soares‏) (11 مارس 1991 في ريو دي جانيرو في البرازيل – )؛ هو لاعب كرة قدم يلعب كلاعب وسط.
لعب سابقاً في نادي الشباب السعودي ونادي بني ياس ونادي عجمان.

## روابط خارجية
لويز أنطونيو دي سوزا سواريز على موقع قاعدة بيانات كرة القدم.إي يو (الإنجليزية)
- لويز أنطونيو دي سوزا سواريز على موقع Soccerway.com (الإنجليزية)